# Биркенвердер (станция)
Биркенвердер — железнодорожная станция, находящаяся в одноимённой коммуне, расположенной в земле Бранденбург, ФРГ. Была открыта 10 июля 1877 года. Электрифицирована в 1925 году. Имеет одну высокую пассажирскую платформу, где совершают остановку электрички S-Bahn, следующие по маршруту "S1" и "S8" (для последнего является конечным пунктом маршрута). Кроме того, на данной станции делают остановку поезда Regionalbahn, курсирующие между городами Ораниенбург и Потсдам.